# 덕덕스
덕덕스(스페인어: Los Dug Dug's는 멕시코의 두랑고주에서 결성된 록밴드로 60년대후반의 작품들이 세계적으로 알려져있다. 그들은 비틀즈의 영향을 처음 차용한 멕시코 밴드 중 하나였다. 영미권 곡들을 다수 커버하기도 했지만 멕시코 록에 혁신을 가져온 밴드이다. 지금도 활동중이다.

## 티후아나로
1960년 두랑고에서 Xippos Rock이라는 7인조 로큰롤 밴드가 결성되었다. 주요 멤버는 기타의 로베르토 미란다와 베이스 모이세스 무노스였다. 그들은 낮에 공부하고 밤에 연주하는 생활을 해나가며 동료들을 모아나갔다. 멤버는 모였지만 전기기타도 드럼도 없는 상태여서 의자를 드럼삼아 두드리며 연주를 했다. 그들은 지역 방송국과 이런저런 작은 행사장에서 연주를 하며 이름을 알려나갔다. 그들은 멕시코 록밴드들의 히트곡들을 연주하는 수준이었다.
기타리스트 아르만도 나바의 아버지는 세일즈맨이었는데 그는 출장을 자주 다녔고 바하칼리포르니아주의 티후아나로 이주하고 싶어했다. 그래서 아르만도는 멤버들에게 함께 티후아나로 이주하자는 제안을 해서 형편 되는 멤버들이 함께 갔다. 나바의 아버지는 이후 밴드의 매니저를 해주으며 그들은 밴드명을 덕덕스로 바꾸게 된다. 밴드명 Dug은 두랑고의 애칭으로 만든 것이다. 그들은 두랑고와 티후아나를 이동하며 투어를 한다.
처음 티후아나로 이주했을때는 여러 클럽을 전전하며 공연을 해야했지만 곧 마이크스 바(Mike's Bar)에서 고정적인 공연을 하게 되었으며 평판을 쌓아나갔다. 여기서 그들은 La Onda Chicana같은 곡을 써냈고 Bandido, El Tri, Peace and Love, El Ritual 등의 밴드들도 만나게 된다.

## 멕시코 시티로
티후아나에서 자신감을 얻어 아르만도는 멕시코 시티로 진출을 시도한다. 그들은 하를렘 카페(El Harlem Cafe)를 비롯해 몇몇 카페에서 공연했고 인기를 얻었다. 그들은 TV에 출연도 했으며 어린이 프로에 나가 아이들을 위한 노래도 선보였다.
68년 초 덕덕스는 뉴욕으로 이주했다. 그들은 작곡과 녹음을 시작했고 아르만도는 보컬이 되어 스튜디오 뮤지션들을 활용했다. 밴드가 공연을 하려고 하는데 음악인 노조에서 5000달러나 되는 등록비를 요구하여 밴드는 멕시코로 다시 돌아온다. 그 와중에 음악적 견해차이로 드 라 또레가 밴드를 탈퇴해서 덕덕스는 사실상 해체상태였지만 겨우 1집을 발매했다. 그래도 1집에 실린 "World of Love"나 "Eclipse"같은 곡들이 남미 차트에서 나름 선전해서 아르만도는 밴드를 3인조로 다시 추스리고 새 앨범을 녹음한다.
당시 멕시코 음악인들 다수가 영어로 노래했는데 그들은 스페인어로 녹음하여 2집 Smog를 내놓는다. 그들은 인기를 얻기 시작해서 외모도 말쑥하게 다듬고 공연을 하곤 했다. 하지만 3집 Cambia Cambia를 RCA가 충분히 홍보를 하지 않은데다 이후 지원도 거부하여 4집인 El Loco가 당시의 마지막 작업이 되었다.
아르만도는 이후로도 계속 멕시코 시티를 중심으로 활동해나갔으며 자신의 클럽인 리유니온(La Reuion)을 개장하기도 했다.

## 음반 목록
Studio albums
- Dug Dug's (RCA Victor, 1971)
- Smog (RCA Victor, 1973)
- Cambia, cambia (RCA Camden, 1975)
- El loco (RCA Camden, 1978)

Compilation albums
- 15 éxitos de los Dug Dug's (RCA Camden, 1985)
- Abre tu mente (RCA Victor, 1985)